# Johann Christian Martin Bartels

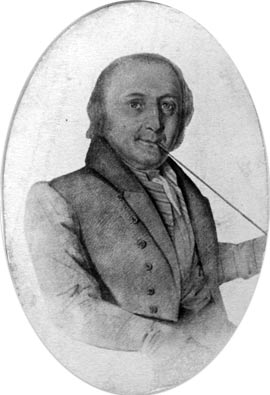
Johann Christian Martin Bartels.

Johann Christian Martin Bartels (* 12. August 1769 in Braunschweig; † 7.jul. / 19. Dezember 1836greg. in Dorpat, Livland, heute Tartu, Estland) war ein deutscher Mathematiker, der in der Schweiz und in Russland wirkte. Zu seinen Schülern zählen Carl Friedrich Gauß und Nikolai Iwanowitsch Lobatschewski.

## Leben

### Studium in Deutschland
Seine Eltern waren der Zinngießer Heinrich Elias Friedrich Bartels und dessen Ehefrau Johanna Christine Margarethe Köhler. Schon als Kind zeigte Bartels großes Interesse an der Mathematik. 1783 wurde er Gehilfe von Jürgen Büttner an dessen Schreib- und Rechenschule. Dort unterstützte er die Begabung des jungen Carl Friedrich Gauß, mit dem er 1799–1823 korrespondierte.
1788–1791 besuchte Bartels das Collegium Carolinum in Braunschweig. Seinen Mathematiklehrer Eberhard August Wilhelm Zimmermann unterstützte er bei Übersetzungen aus dem Englischen und Italienischen. Dann studierte er in Helmstedt und Göttingen je zwei Jahre Jurisprudenz. Dabei galt sein Hauptinteresse aber den Mathematikvorlesungen. Diese hielt an der erstgenannten Hochschule Johann Friedrich Pfaff, an der letztgenannten Abraham Gotthelf Kästner. In Göttingen hörte Bartels daneben Physik bei Georg Christoph Lichtenberg. Zu seinen Studienkollegen zählte der spätere Leiter der US-amerikanischen Küstenvermessung, Ferdinand Rudolf Hassler aus dem schweizerischen Aarau.

### Lehrer in der Schweiz

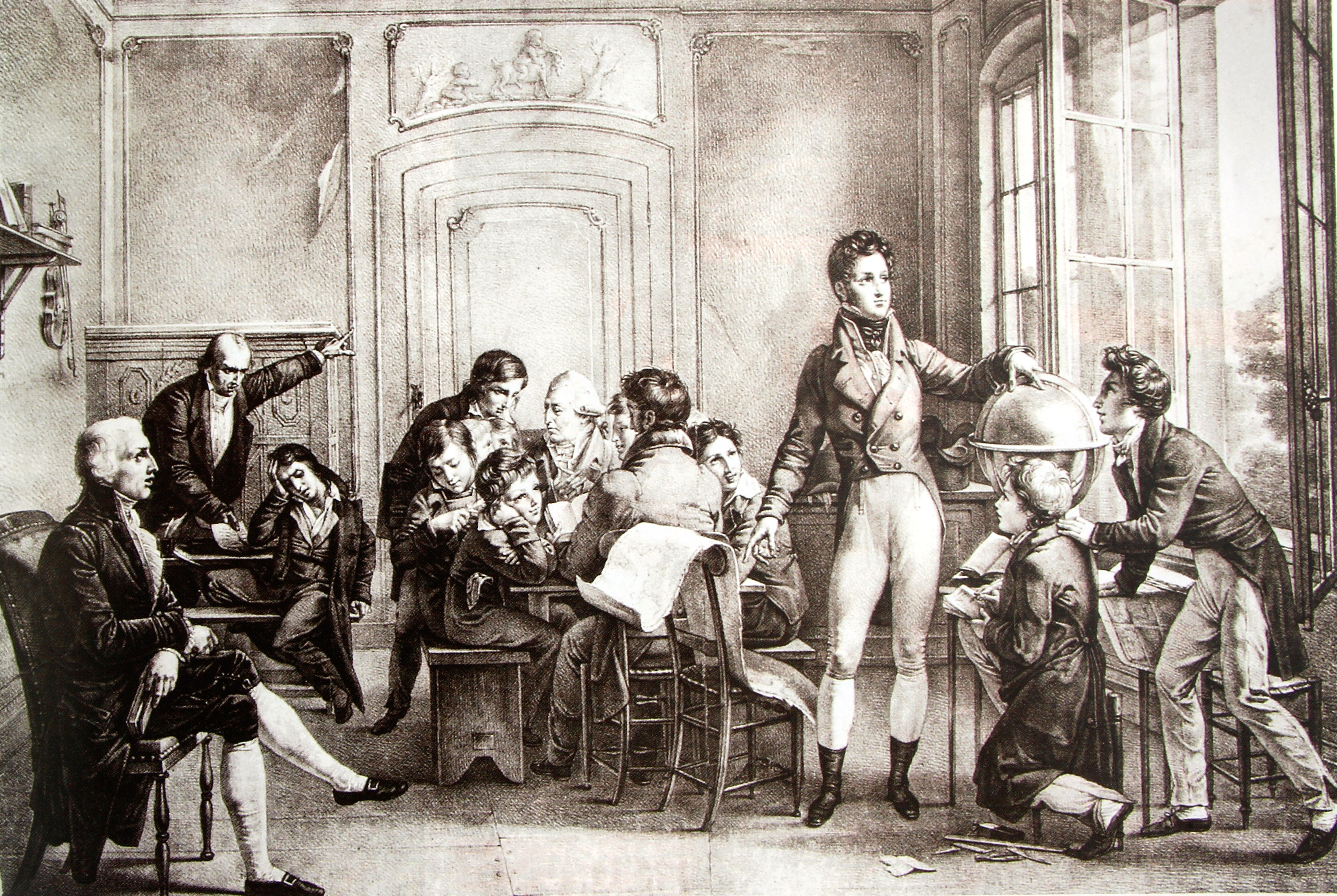
Schulszene in Reichenau
(rechts stehend der spätere König der Franzosen Louis-Philippe I.).

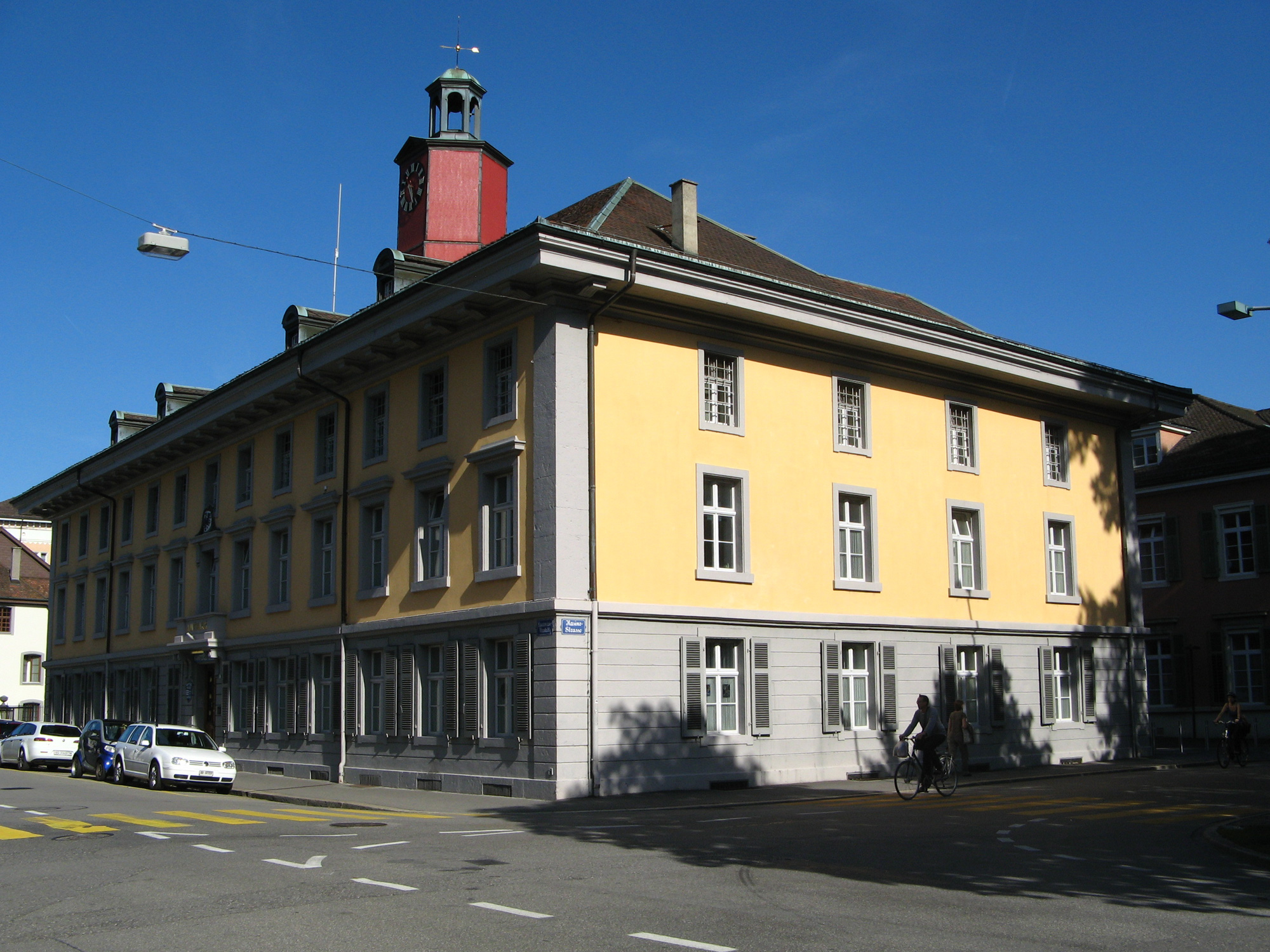
Amthaus in Aarau, 1802–1896,
Sitz der Kantonsschule.

Ab 1795 unterrichtete Bartels am Seminar von Reichenau (Graubünden) Mathematik. Sein Vorgänger war – unter dem Pseudonym Chabaud-Latour – der spätere König der Franzosen Louis-Philippe I. gewesen. Bartels erhielt die Stelle durch Vermittlung des Helmstedter Theologen David Julius Pott. Seminardirektor Johann Peter Nesemann regte ihn an, eine deutsche Fassung der Histoire de l’astronomie von Jean-Sylvain Bailly zu veröffentlichen. Der neue Besitzer des Instituts, der Schriftsteller Heinrich Zschokke, befreundete sich mit dem „kernguten, genialen Bartels“. Die beiden korrespondierten bis 1833 miteinander. Als sich in Graubünden 1798 Revolution und Konterrevolution folgten, musste das Seminar schließen. Bartels fand vorübergehend Zuflucht bei der schönen Baronin von Salis im benachbarten Haldenstein.
1799 kehrte er nach Braunschweig zurück. Die Universität Jena verlieh ihm für seine ungedruckte Arbeit Elementa calculi variationum den Doktorgrad. Im Jahr 1800 wurde er Lehrer für Mathematik und Naturwissenschaften an der Realschule sowie Mitglied der städtischen Schulkommission in Aarau, wo zwei Jahre zuvor die Helvetische Republik ausgerufen worden war. Ab 1802 unterrichtete er an der neu eröffneten Kantonsschule in Aarau Mathematik, Handelsfächer und Italienisch. Der Promotor der Schule, Johann Rudolf Meyer, war ebenfalls ein Lichtenberg-Schüler. Von Aarau aus besuchte Bartels Johann Heinrich Pestalozzi in dessen Erziehungsinstitut in Burgdorf. 1802 heiratete er Anna Magdalena Saluz (1785–1847). Deren Vater Peter Saluz war Rektor der Stadtschulen von Chur. Das Paar hatte die Kinder Friedrich Eduard (* 1803) und Johanna Henriette Franziska (1807–1867). Seine spärliche Freizeit widmete Bartels der höheren Mathematik. Als 1804 der Neuhumanist Ernst August Evers Rektor der bisher im Geist Pestalozzis geführten Kantonsschule wurde, kündigte er seine Stelle.

### Professor in Russland

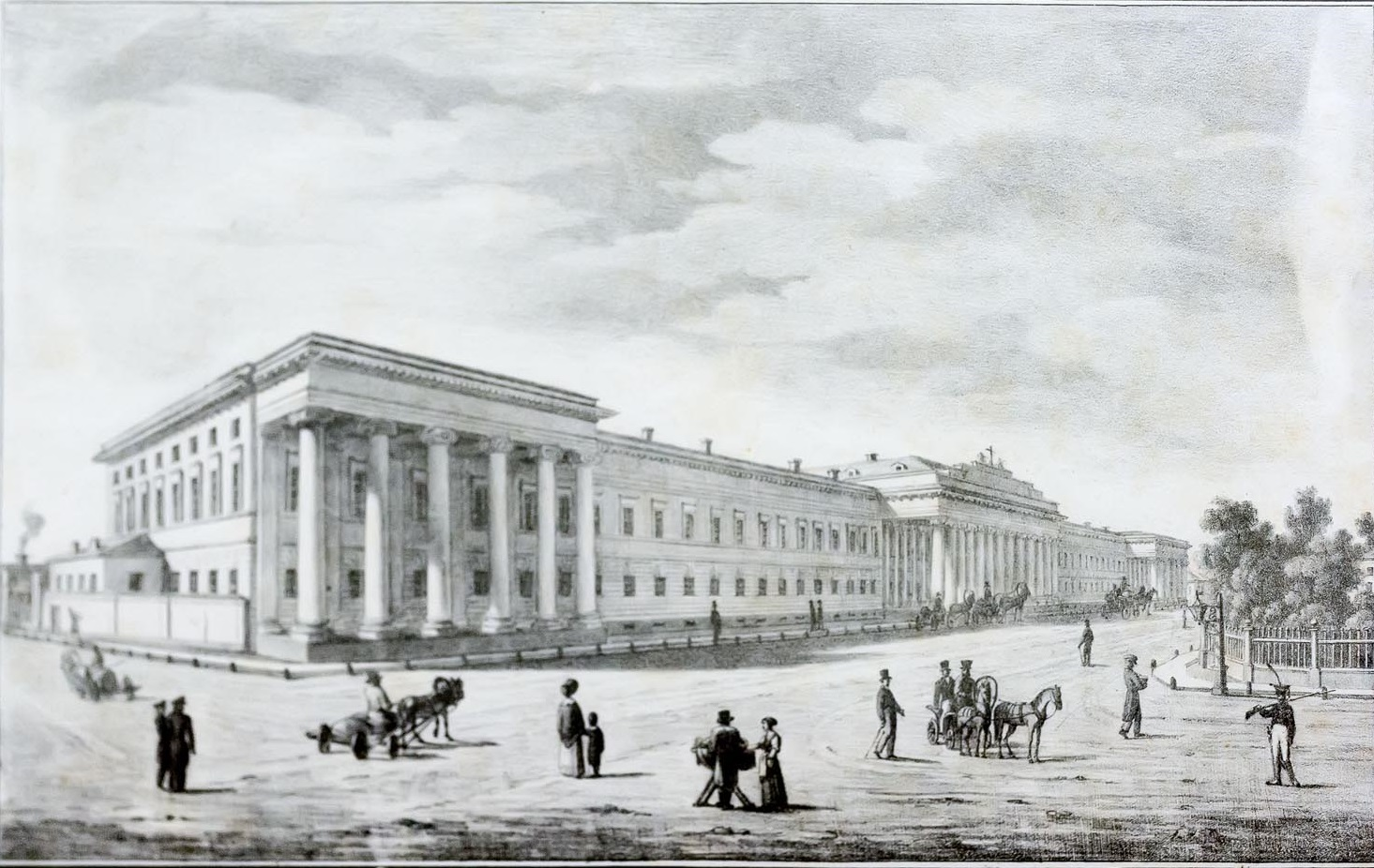
Universität Kasan, 1832.

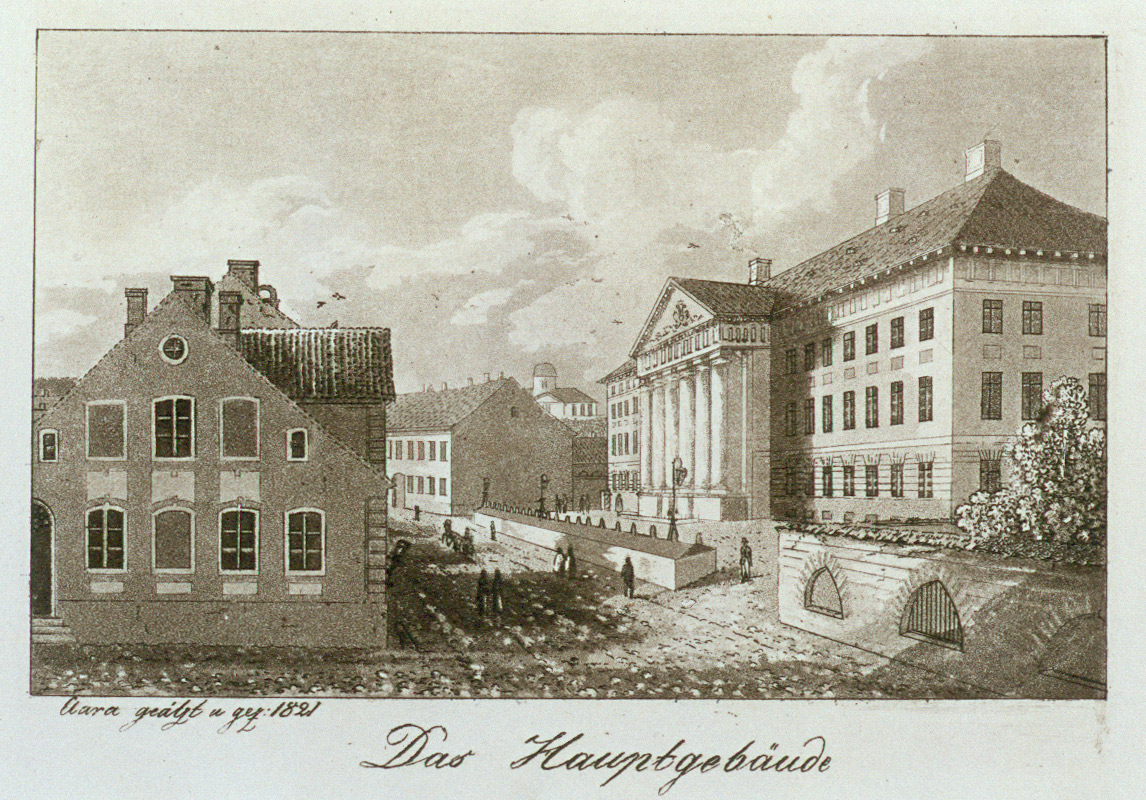
Universität Dorpat, 1821.

1805 erhielt Bartels einen Ruf von Stepan Jakowlewitsch Rumowski, dem Kurator der im Jahr zuvor eröffneten Universität Kasan in Russland. Zuerst aber kehrte er nach Braunschweig zurück, wo er wie Gauß in den Dienst seines Landesfürsten Karl Wilhelm Ferdinand von Braunschweig-Wolfenbüttel trat. Diesem schwebte die Errichtung einer Sternwarte und einer höheren mathematischen Lehranstalt vor. Die erwähnten Pläne zerschlugen sich aber, als der Herzog als Kommandant der preußischen Truppen in der Schlacht bei Auerstedt (1806) tödlich verwundet wurde.
Ende 1807 machte sich Bartels mit seiner Frau, dem vierjährigen Sohn, der siebenmonatigen Tochter und der Magd Elisabeth Jorns aus Lütschental im Berner Oberland auf die Reise nach Kasan, welche fast vier Monate dauerte. In der Hauptstadt der Tataren wirkte er als Professor für Mathematik und ab 1813 als Dekan der physikalisch-mathematischen Fakultät. Sein begabtester Student und später sein Assistent und Nachfolger war Nikolai Iwanowitsch Lobatschewski. Auch einen Kollegen von Bartels aus Aarau verschlug es an die Wolga: 1810 erhielt der Dichter Franz Xaver Bronner in Kasan einen Lehrstuhl für Physik, doch kehrte er nach dem Abgang von Evers (1817) an die Kantonsschule zurück.
Bartels seinerseits wechselte 1821 an die 1802 gegründete Universität Dorpat im Baltikum. Dort war er mehrfach Dekan der philosophischen Fakultät. 1823 wurde er zum Staatsrat ernannt. Ab 1826 war er korrespondierendes Mitglied der Akademie der Wissenschaften in Sankt Petersburg. Er schuf die Grundlagen dafür, dass Dorpat ein Zentrum der Differentialgeometrie wurde. Wie aus der Dissertation seines Assistenten und späteren Nachfolgers Karl Eduard Senff (1810–1849) hervorgeht, ahnte Bartels die Frenet-Serret-Formeln voraus. 1833 emeritiert, verzichtete er auf das Recht, sich zur Ruhe zu setzen.

## Schriften
- als Übersetzer: Bailly’s Geschichte der neuern Astronomie. 2 Bände. Schwickert, Leipzig 1796–1797.
  - Band 1: Von der Stiftung der alexandrinischen Schule bis zu ihrem Untergange. 1796, (Digitalisat);
  - Band 2: Vom Untergange der alexandrinischen Schule bis Kepler. 1797, (Digitalisat).
- Disquisitiones quatuor ad theoriam functionum analyticarum pertinentes pro munere in Academia Caesarea Dorpatensi professoris matheseos publici ordinarii. Schünmann, Dorpat 1822, (Digitalisat).
- Aperçu abrégé des formules fondamentales de la géométrie a trois dimensions. (Lu à l’Académie le 14. Déc. 1825). In: Mémoires présentés à l’Académie Impériale des Sciences de St.-Pétersbourg par divers savants et lus dans ses assemblées. Band 1, 1831, S. 77–95.
- Vorlesungen über mathematische Analysis mit Anwendung aus Geometrie, Mechanik und Wahrscheinlichkeitslehre. Band 1 (von 3 geplanten Bänden[12]). Schünemann, Dorpat 1833, (Digitalisat; 2. Ausgabe. Severin, Dorpat 1837, mit Vorwort von Friedrich Georg Wilhelm Struve und 1. Abhandlung des 2. Bandes im Anhang. Enthält auf S. III–X eine Autobiografie, Digitalisat).